# مايكل ماركويتز
مايكل ماركويتز (بالإنجليزية: Michael Markowitz)‏ هو كاتب سيناريو وممثل أمريكي، ولد في 15 أغسطس 1961.

## أعمال

### أفلام
- (2011) مدراء فظيعون[1]

## وصلات خارجية
- مايكل ماركويتز على موقع IMDb (الإنجليزية)
- مايكل ماركويتز على موقع ألو سيني (الفرنسية)
- مايكل ماركويتز على موقع أول موفي (الإنجليزية)
- مايكل ماركويتز على موقع قاعدة بيانات الأفلام السويدية (السويدية)
- مايكل ماركويتز على موقع قاعدة بيانات الفيلم (الإنجليزية)
- مايكل ماركويتز على موقع كينوبويسك (الروسية)